# Govert Flinck
Govaert Flinck /névváltozat: Goevert/ (Kleve, 1615. január 25. — Amszterdam, 1660. február 2.) holland festő, történelmi, portré-, csoport- és tájképeket festett a holland aranykorban. Ismert önarcképét 1640 körül festette.

## Életpályája
1629-ben kezdett rajzolást és festést tanulni Lambert Jacobsznál Leeuwardenben. 1632 körül költözött Amszterdamba, ahol Rembrandt műhelyében folytatta tanulmányait, annyira jól dolgozott, hogy megbízásokat kapott Hendrick van Uylenburgh műkereskedőtől. Kivált portréfestményeit kedvelték Amszterdam gazdag polgárai és a királyi udvar. Lefestette Frigyes Vilmos brandenburgi választófejedelmet és Maurice Nassau herceget, s még számos jeles személyiséget. 1652-ben elnyerte az amszterdami állampolgárságot. Számos feladatot kapott az új amszterdami városháza kifestésére.
Fő tevékenysége a portréfestés maradt, ezen belül kiváló csoportképeket is festett, például Amszterdam vezetőiről, a lövészekről, stb. Festett bibliai történeteket, köztük Izsák megáldja Jákobot (Rijks Múzeum, Amszterdam), Manoah áldozata (Budapest), Ábrahám eltaszítja Hágárt (több változatban is, Berlin, Budapest). Megjelenítette Krisztus születését angyalokkal, pásztorokkal (több változat, köztük Louvre), életképei közül nevezetes Az őrszoba (München).
Akárcsak régi mestere, Rembrandt, ő is folyton gazdagította műgyűjteményét.

## Stílusa
Pályájának korai éveiben erős volt a Rembrandt hatás, majd befolyásolta Anthony Van Dyck és Peter Paul Rubens, barokkos felszabadultság jellemezte alkotásait, de alkotói korszakának második felében egyre inkább Bartholomeus van der Helst hatása alá került, végül akadémikussá vált.

## Galéria

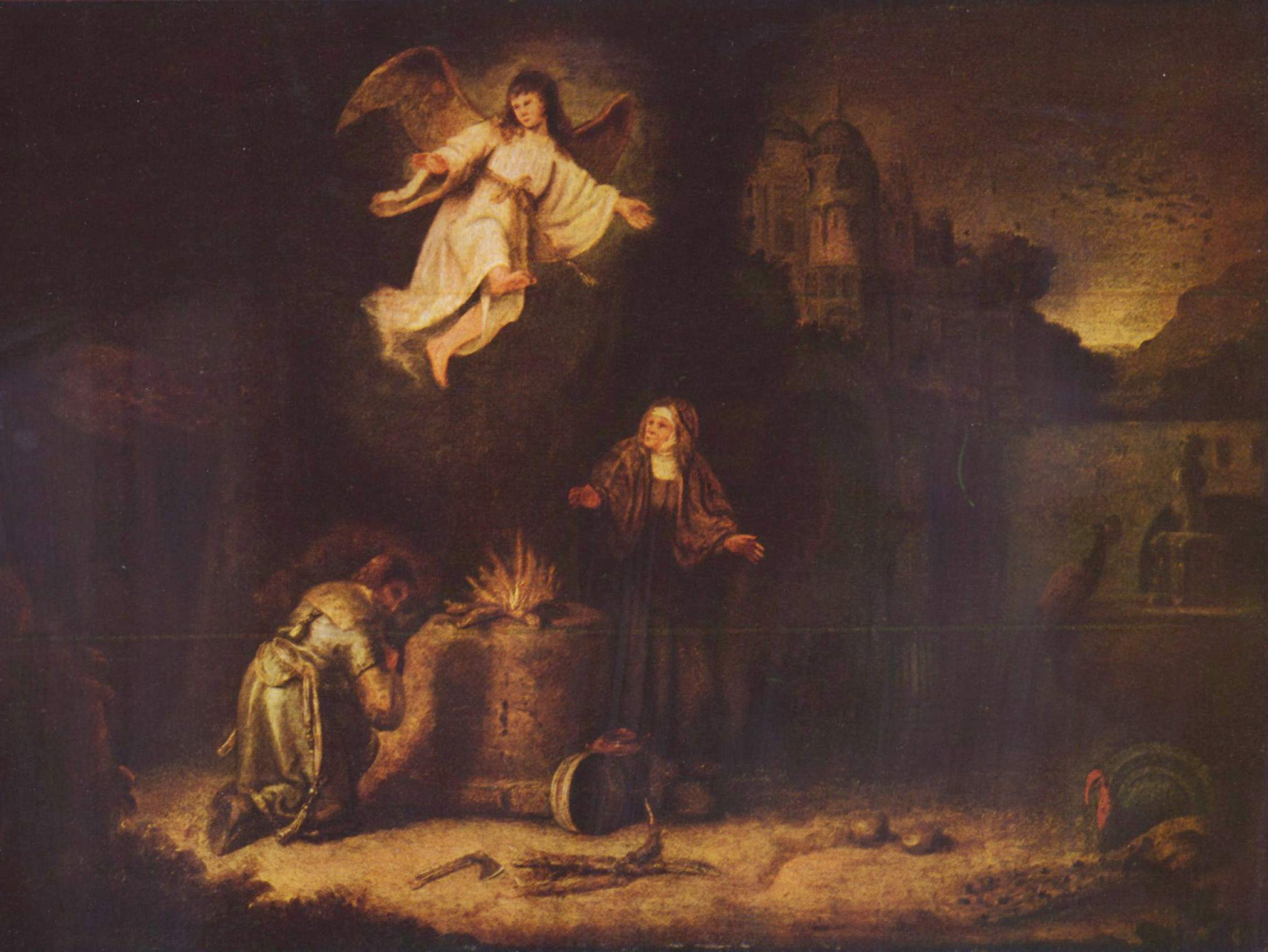
Manoah áldozata (Szépművészeti Múzeum, Budapest)
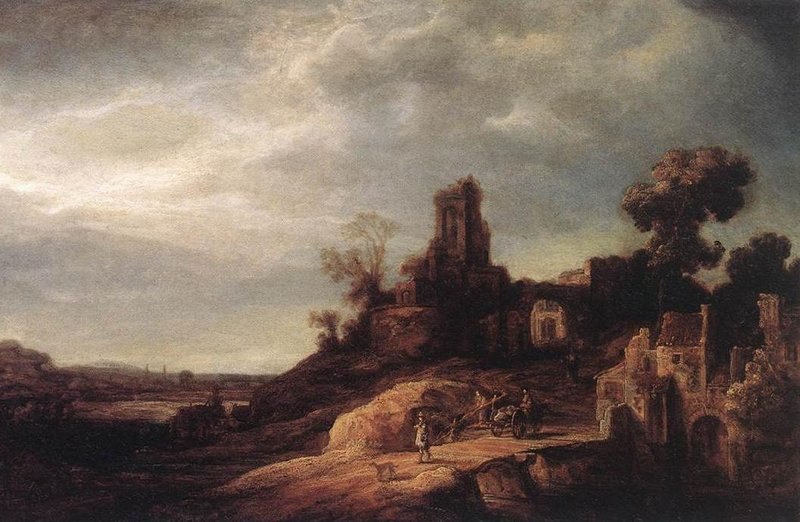
Tájkép (1638, Louvre)
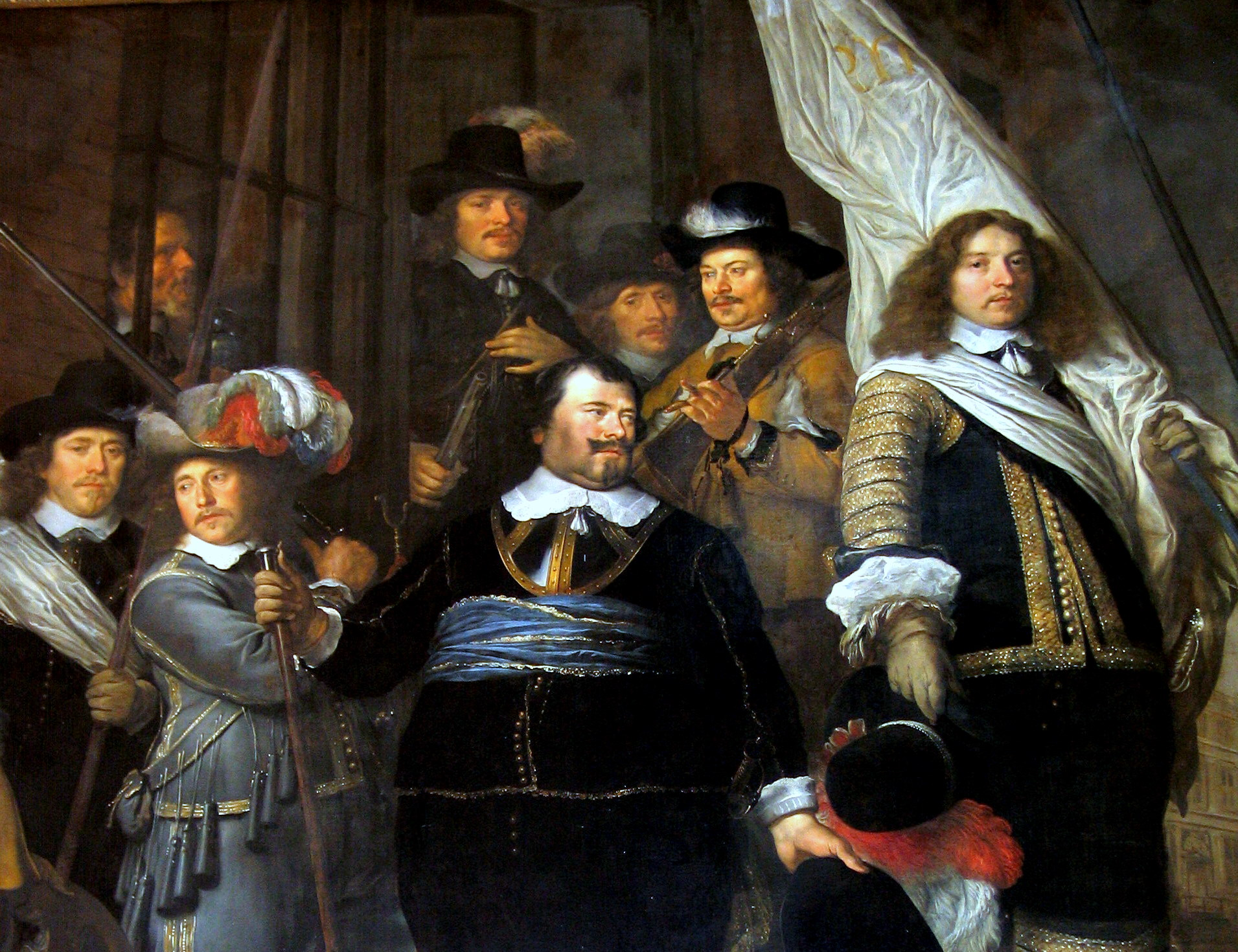
Joan Huydecoper van Maarsseveen tiszt a polgári őrökkel (részlet, 1648, Amszterdami Múzeum)
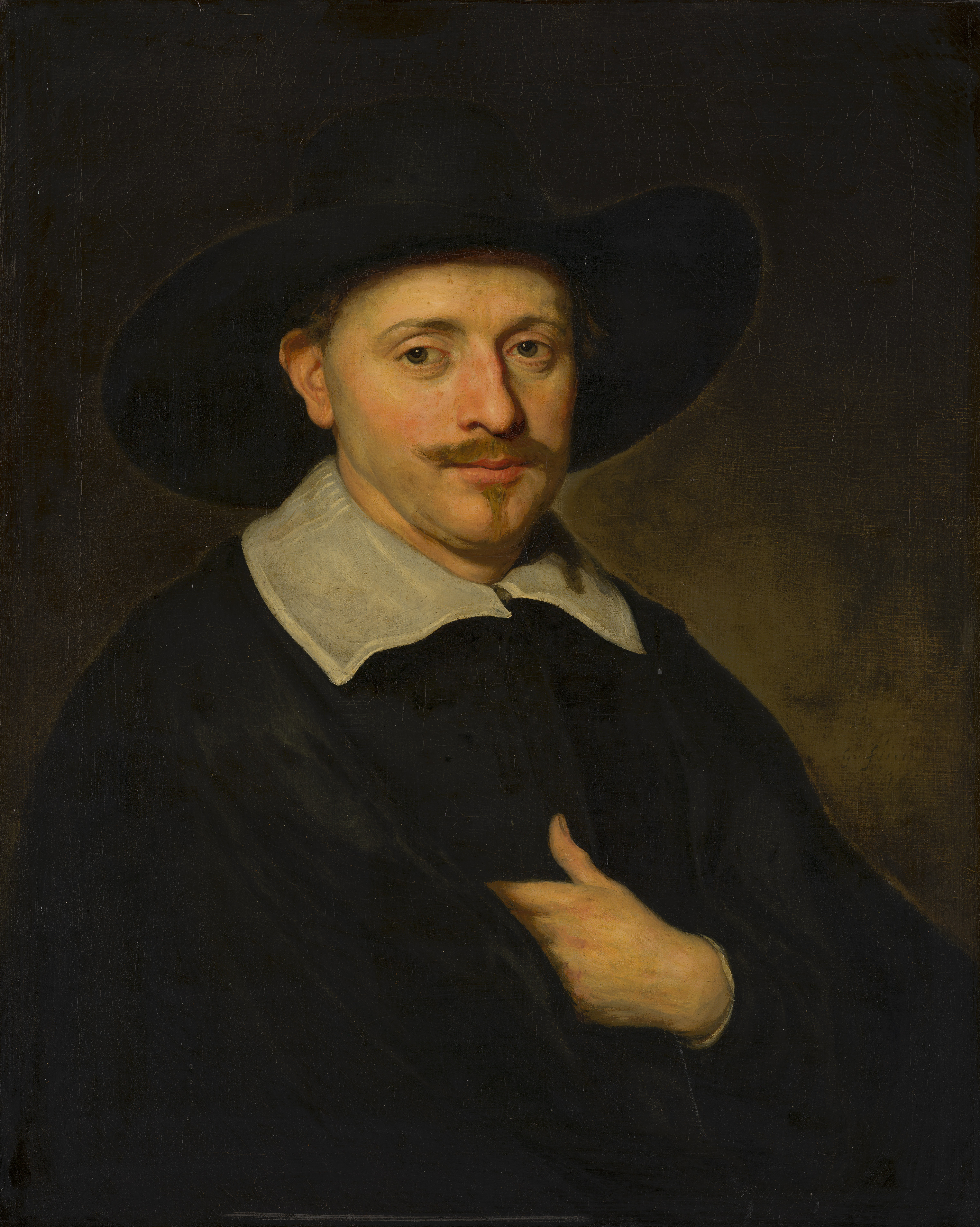
Férfi portré (1640, Koninklijk Kabinet van Schilderijen Mauritshuis)
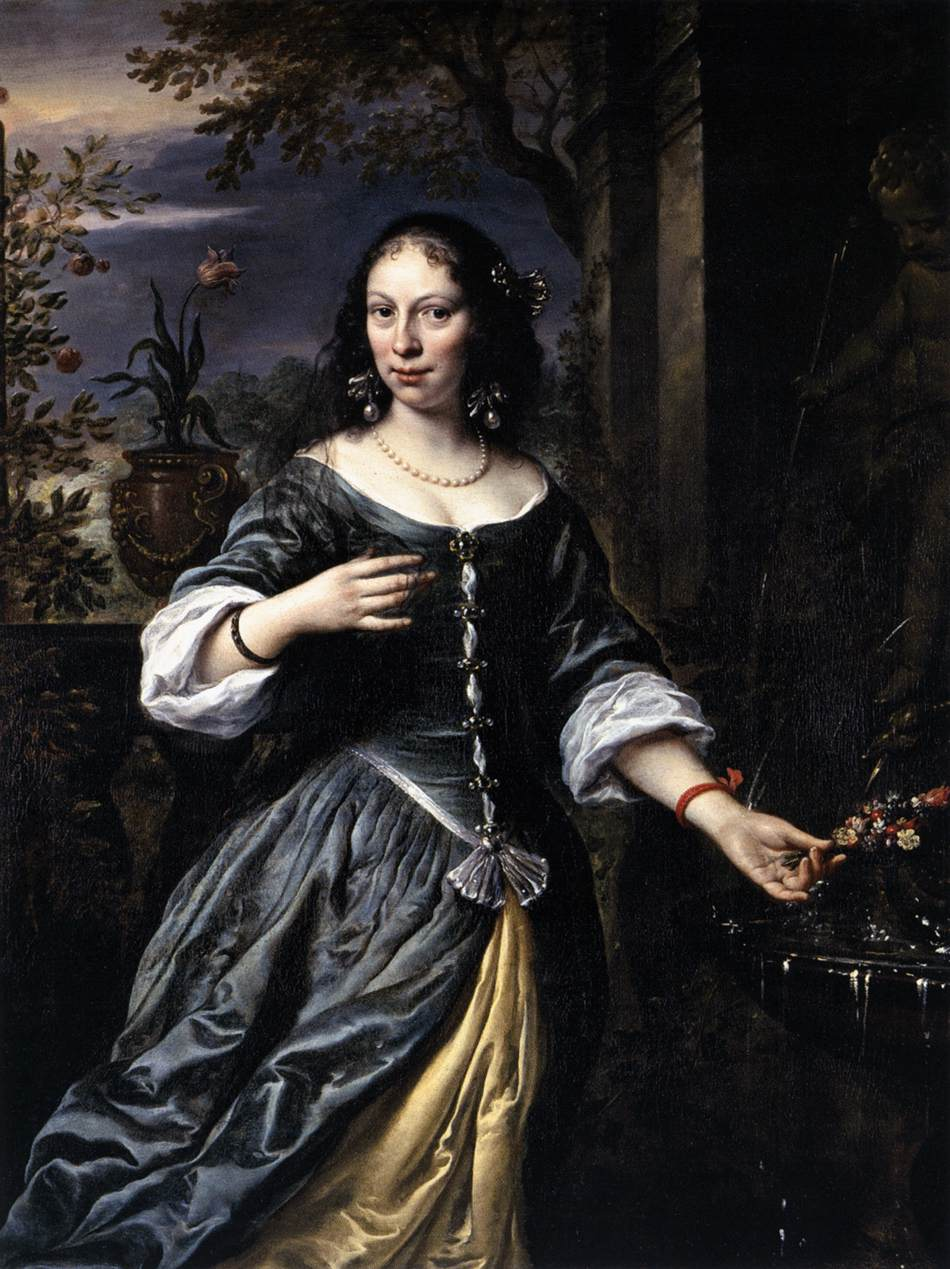
Margaret Tulp (1655, Gemäldegalerie Alte Meister, Kassel)